# Mieczysław Oryl
Mieczysław Oryl – polski pedagog, dr hab. nauk humanistycznych, profesor nadzwyczajny Kujawsko-Pomorskiej Szkoły Wyższej w Bydgoszczy.

## Życiorys
W 1969 r. obronił pracę doktorską pt. Badania eksperymentalne nad wpływem nauczania nieselekcyjnego na zapobieganie drugoroczności, w 1980 r. habilitował się na podstawie pracy zatytułowanej Wdrażanie uczniów do kształcenia ustawicznego. Został zatrudniony na stanowisku profesora w Instytucie Edukacji Szkolnej na Wydziale Pedagogiki i Psychologii Uniwersytetu Kazimierza Wielkiego oraz na Wydziale Pedagogicznym Wyższej Szkole Humanistycznej i Ekonomicznej we Włocławku. Był też profesorem nadzwyczajnym w Kujawskiej-Pomorskiej Szkole Wyższej w Bydgoszczy.